# Ringshall
Ringshall is een civil parish in het bestuurlijke gebied Mid Suffolk, in het Engelse graafschap Suffolk met 670 inwoners.